# Valdosende

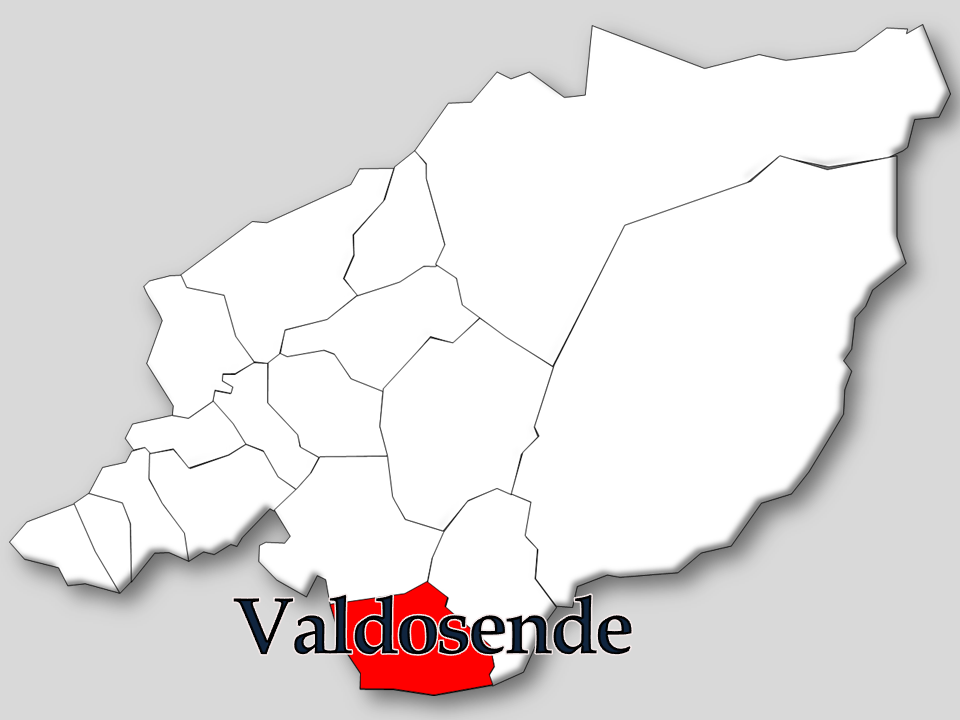
Localização da freguesia de Valdosende no Município de Terras de Bouro

Valdosende é uma povoação portuguesa sede da Freguesia de Valdosende do Município de Terras de Bouro, com 10,96 km² de área e 550 habitantes (censo de 2021), tendo, por isso, uma densidade populacional de 50,2 hab./km².

## História
Integrava o concelho de Santa Marta do Bouro, extinto em 31 de dezembro de 1853, data em que passou para o concelho (atual município) de Terras de Bouro.

## Demografia
A população registada nos censos foi:
| Distribuição da População por Grupos Etários | Distribuição da População por Grupos Etários | Distribuição da População por Grupos Etários | Distribuição da População por Grupos Etários | Distribuição da População por Grupos Etários |
| -------------------------------------------- | -------------------------------------------- | -------------------------------------------- | -------------------------------------------- | -------------------------------------------- |
| Ano                                          | 0-14 Anos                                    | 15-24 Anos                                   | 25-64 Anos                                   | > 65 Anos                                    |
| 2001                                         | 105                                          | 114                                          | 342                                          | 138                                          |
| 2011                                         | 88                                           | 62                                           | 328                                          | 152                                          |
| 2021                                         | 58                                           | 62                                           | 262                                          | 168                                          |

## Património
- Igreja de Santa Marinha de Valdosende

## Política

### Eleições Autárquicas

#### Câmara Municipal[6]
| Data | %     | %       | %                  | %       | %    | %       |
| Data | PS    | PPD/PSD | Grupos de Cidadãos | PCP-PEV | MPT  | PSD-CDS |
| ---- | ----- | ------- | ------------------ | ------- | ---- | ------- |
| 2013 | 56,73 | PSD-CDS | 0,41               | 14,69   | 0,61 | 26,53   |
| 2017 | 43,94 | 33,77   | 14,07              | 6,06    |      |         |

#### Assembleia Municipal[6]
| Data | %     | %       | %                  | %       | %    | %       |
| Data | PS    | PPD/PSD | Grupos de Cidadãos | PCP-PEV | MPT  | PSD-CDS |
| ---- | ----- | ------- | ------------------ | ------- | ---- | ------- |
| 2013 | 47,55 | PSD-CDS | 0,82               | 17,35   | 0,82 | 30,00   |
| 2017 | 39,18 | 30,52   | 14,50              | 12,34   |      |         |

#### Assembleia de Freguesia[6]
| Data | %     | V  | %       | V       | %                  | V                  | %       | V       | %       | V       |
| Data | PS    | PS | PPD/PSD | PPD/PSD | Grupos de Cidadãos | Grupos de Cidadãos | PCP-PEV | PCP-PEV | PSD-CDS | PSD-CDS |
| ---- | ----- | -- | ------- | ------- | ------------------ | ------------------ | ------- | ------- | ------- | ------- |
| 2013 | 36,53 | 3  | PSD-CDS | PSD-CDS |                    |                    | 27,55   | 2       | 34,29   | 2       |
| 2017 | 40,91 | 3  | 27,49   | 2       | 16,45              | 1                  | 13,20   | 1       |         |         |